# جون دايلي
جون دايلي (بالإنجليزية: John R. Dailey) (ولد في 17 فبراير 1934) هو فريق أول أربع نجوم متقاعد في قوات المشاة البحرية بالولايات المتحدة خدم كمساعد قائد سلاح البحرية ‏ ورئيس للأركان من عام 1990 حتى 1992 ثم أصبح القائم بأعمال مساعد نائب مدير وكالة ناسا من عام 1992 حتى 1999 ثم رئيسًا لمتحف الطيران والفضاء الوطني منذ عام 2000.